# Медицина у средњовековној Србији
Медицина у средњовековној Србији обухвата медицинска знања, праксе и институције које су постојале на територији српских средњовековних држава од XII до XV века. Развијала се под снажним утицајем византијске медицине, која је баштинила античка грчко-римска знања, али је имала и елементе народне медицине и утицаје са Запада. Главни центри медицинске делатности били су манастири, у оквиру којих су осниване прве болнице.

## Историјски контекст и утицаји
Развој медицине у средњовековној Србији био је условљен друштвеним, политичким и културним околностима тог доба. Јачање српске државе под Немањићима и утемељење Српске православне цркве као самосталне (аутокефалне) архиепископије 1219. године, под Светим Савом, створили су основу за развој институционалне културе, укључујући и медицинску праксу.
- Византијски утицај: Био је пресудан. Византија је била главни чувар и преносилац античких медицинских знања (Хипократа, Галена, Диоскорида). Српски лекари и преписивачи ослањали су се на византијске медицинске текстове и праксу.
- Манастирска медицина: По узору на византијске манастире, и у Србији су манастири постали центри не само духовности и писмености, већ и медицинске неге и знања.
- Утицаји са Запада: Преко приморских градова (Котор, Дубровник) и лекара који су долазили из Италије (посебно из Салернитанске медицинске школе), допирали су и утицаји западноевропске медицине.
- Народна медицина: Упоредо са ученом, манастирском медицином, постојала је и развијена народна медицина, заснована на искуству, употреби лековитог биља и магијско-религијским ритуалима.

## Манастирска медицина
Манастирска медицина представља најзначајнији и најбоље документовани облик медицинске праксе у средњовековној Србији.

### Болнице у манастирима
Свети Сава се сматра оснивачем првих болница у Србији.
- Хиландарска болница: Основана је крајем XII века (1198. или 1199. године) приликом оснивања самог манастира Хиландар од стране Стефана Немање (Светог Симеона) и Светог Саве. Хиландарски типик, који је написао Свети Сава, садржи одредбе о раду болнице и нези болесних монаха.[2] Болница је имала више просторија, кревете, а о болеснима су бринули посебно задужени монаси.
- Студеничка болница: По повратку из Хиландара, Свети Сава је почетком XIII века (око 1208. године) основао болницу и у манастиру Студеница, по узору на хиландарску.[2]

Сматра се да су болнице постојале и у другим великим манастирима, попут Жиче, Пећке патријаршије, Високих Дечана, иако материјални докази нису увек сачувани. Ове болнице су првенствено биле намењене монасима, али су понекад пружале помоћ и околном становништву.

### Улога монаха лекара
Медицинску праксу у манастирским болницама обављали су монаси који су имали медицинска знања, стечена највероватније преписивањем и проучавањем медицинских списа, као и практичним искуством. Они су познавали основе дијагностике, терапије, лечења биљем и неких хируршких интервенција.

## Медицински списи и образовање лекара
Очуван је релативно мали број средњовековних српских медицинских списа, али они сведоче о нивоу медицинског знања.
- Хиландарски медицински кодекс (Codex Chilandaricus Slavorum No. 517): Представља најзначајнији сачувани зборник медицинских текстова у средњовековној Србији. Настао је вероватно у XV веку (мада неки делови можда потичу из XIII-XIV века) и садржи преводе и компилације византијских и западних медицинских списа.[3] Обухвата текстове о дијагностици (нпр. преглед урина), терапији различитих болести, фармакологији (лековито биље), хирургији (лечење рана, прелома, пуштање крви), гинекологији и педијатрији.[4]
- Други медицински текстови: Постојали су и други медицински рукописи (лекаруше, јатрософије) који су садржали практичне савете за лечење, рецепте за лекове и описе болести.

Образовање лекара у средњовековној Србији није било формализовано као на Западу. Лекари су се вероватно школовали у Византији, Италији, или су знања стицали у манастирским болницама кроз праксу и проучавање доступних списа. На дворовима српских владара често су радили страни лекари, посебно из Италије и Дубровника.

## Лекари и практичари
Постојало је неколико категорија медицинских практичара:
- Учени лекари (јатри): Малобројни, често странци или Срби школовали у иностранству. Радили су на дворовима или у већим градовима.
- Монаси лекари: Пружали су медицинску негу у манастирским болницама.
- Бербери-хирурзи (видари): Обављали су мање хируршке интервенције, пуштање крви, вађење зуба.
- Травари и народни исцелитељи: Користили су лековито биље и традиционалне методе лечења.

## Фармакологијаилековито биље
Познавање лековитог биља било је веома распрострањено. Манастири су често имали своје баште са лековитим биљем (фитотерапија). Хиландарски медицински кодекс садржи бројне рецепте за израду лекова од биљних, животињских и минералних сировина, што указује на развијену фармакопеју засновану на византијским и античким узорима.

## Хирургијаи друге медицинске праксе
Хируршке интервенције су биле ограничене на лечење рана, прелома, ишчашења, као и на неке мање операције. Пуштање крви је била уобичајена терапијска метода. Анестезија није постојала у данашњем смислу, али су се користила средства за ублажавање болова (нпр. опијум, мандрагора).

## Народна медицина
Упоредо са ученом медицином, у народу је постојала и развијена народна медицина, која је комбиновала искуствена знања о лековитом биљу и методама лечења са магијским и религиозним обредима. Ова традиција се преносила усменим путем и била је дубоко укорењена у свакодневном животу.

## Значај и наслеђе
Медицина у средњовековној Србији, иако под снажним византијским утицајем, представља важан део културног и научног наслеђа. Оснивање манастирских болница и постојање медицинских списа сведоче о развијеној свести о потреби здравствене неге и одређеном нивоу медицинског знања. Наслеђе средњовековне медицине наставило је да утиче на народну медицину и каснији развој здравствене културе у Србији.